# Uwe Banton

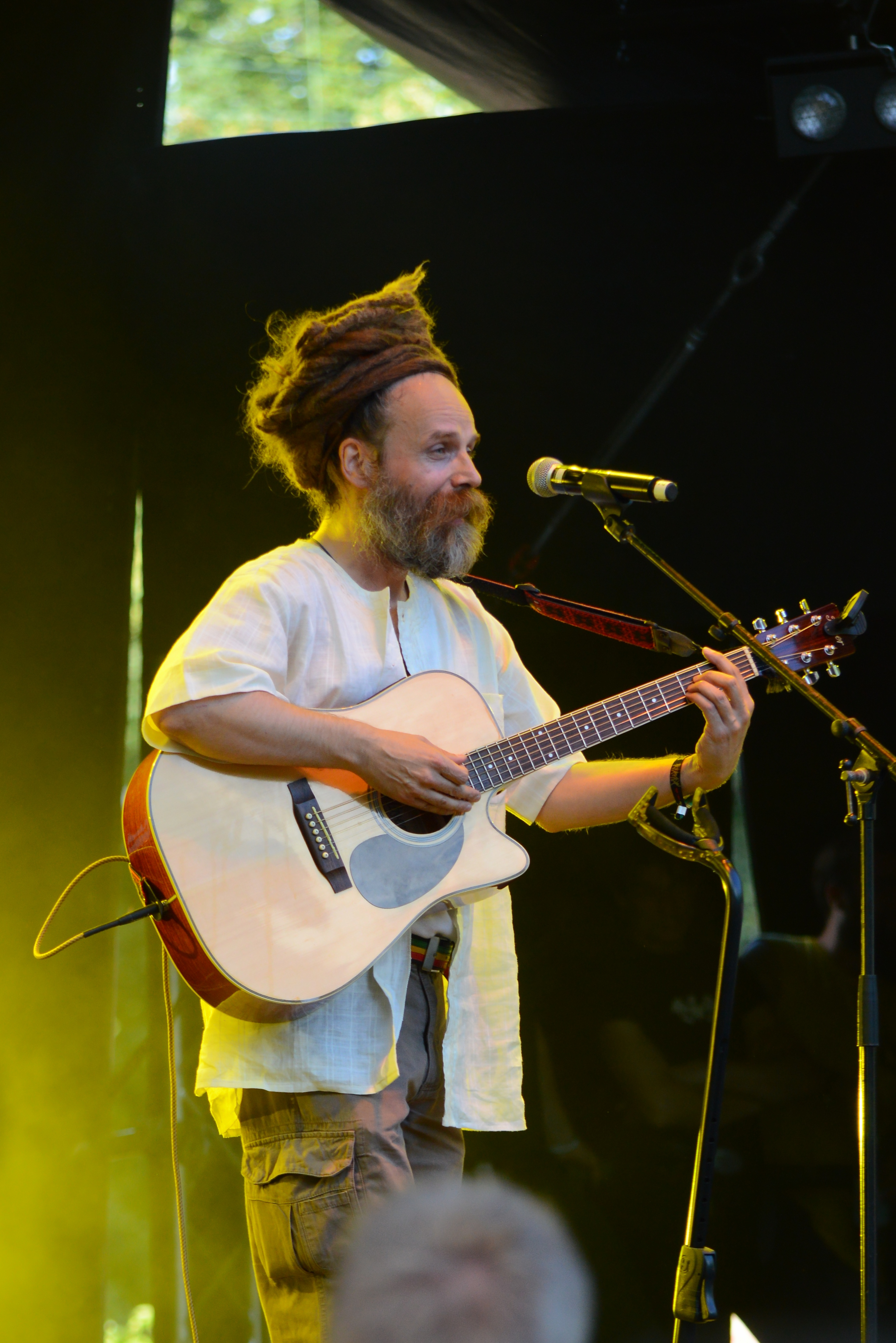
Uwe Banton beim Ruhr Reggae Summer 2013

Uwe „Banton“ Schäfer (* 1965 oder 1966 in Lage) ist ein deutscher Reggae-Sänger. Musikalisch ist er meist dem Roots-Reggae treu, wenn er als Leadsänger der Band Movements oder als Solokünstler aktiv ist. 

## Karriere
Eine Platte von Bob Marley, die ein Schulkamerad ihm vorspielte, weckte Uwe Schäfers erstes Interesse für den Reggae, ein Urlaub des damals 15-Jährigen auf Jamaika verstärkte es 1981. Den Anstoß, es auch selbst als Musiker zu versuchen, bekam er im folgenden Jahr während des nächsten Urlaubs auf der Karibik-Insel, als er einen Auftritt von Yellowman sah. „Wenn er das als so krasser Außenseiter schaffen kann, warum soll ich das dann nicht auch versuchen?“, erinnerte er sich später an seine Gedanken. Zusammen mit einigen jamaikanisch-stämmigen Freunden, die als britische Soldaten nach Deutschland gekommen waren, betrat Schäfer 1984 selbst als Sänger die Bühne des „Neon“-Clubs in Steinhagen, sie sangen im jamaikanischen Dialekt Patois zu seinerzeit populären Riddims. Bald gaben seine Freunde ihm den Beinamen Banton, im jamaikanischen ein Name für einen Deejay, der voller Texte ist.
Uwe Banton trat 1992 Junior Mandingos Band One Vibe bei und sammelte mit dieser Gruppe trotz der kurzen Zeit bis zur Trennung viel Bühnenerfahrung. Im Sommer 1993 versammelte Uwe Banton dann selbst Musiker um sich, sie gründeten eine gemeinsame Band und nannten sich Movements. Uwe Banton komponierte, textete und interpretierte als Leadsänger die meisten Songs. Ab 1994 machten sie sich mit vielen Auftritten einen Namen in der deutschen Reggae-Szene. Ein erstes Album, One Earth, kam 1996 heraus, 1998 gefolgt von der EP Rastaman. Im Jahr 1999 stieß Jah Meek zu Movements, Uwe Banton und er teilten sich fortan Gesang und Textschreiben. Vor einem breiteren Publikum spielten Uwe Banton, Jah Meek und Movements, nachdem sie im Jahr 2000 Xavier Naidoo kennengelernt hatten und als Support die Söhne Mannheims auf der Zion-Tournee begleiteten. 2003 erschien das nächste Movements-Album His Majesty's Works. Bis dahin waren Uwe Banton und Movements schon bei vielen der größeren Reggae-Festivals in Deutschland aufgetreten, wie dem Summerjam, dem Chiemsee Reggae Summer und dem Splash!.
Die erste Solo-Produktion von Uwe Banton begann sich 2004 zu entwickeln, als er die Single Jah Roots auf dem Riddim Too Long von Ganjaman aufnahm, seines Labelkollegen bei Mkzwo. Die im Jahr darauf veröffentlichte Platte wurde ein Erfolg, und ermutigt zu Aufnahmen weiterer Songs. Ende 2006 war das erste Solo-Album komplett. Uwe Banton sang darauf unter anderem auf Riddims von House of Riddim, der Sharp Axe Band, Culcha Candela, Stonerock Productions und der Oneness Band. Abgerundet wurde die Platte mit einem Gastauftritt von Black Dillinger bei Hail the man und dem deutschsprachigen Titel Kommt, Seht, Hört, gemeinsam gesungen mit Ganjaman, der auch hauptsächlich für Produktion und Abmischung des Albums verantwortlich war.

## Diskographie
- One Earth (mit Movements, 1996)
- Rastaman (EP mit Movements, 1998)
- His Majesty's Works (mit Movements, 2003)
- Jah Roots (2007)
- Rightful Place (2009)
- Thought I'd Let You Know (Single, 2011, als Teil der Youth Riddim Selection bei Urban Tree Music)
- Mental War (2012)
- Free Your Mind (2021)